# Kłodnica (województwo lubelskie)
Kłodnica – wieś w Polsce położona w województwie lubelskim, w powiecie opolskim, w gminie Wilków.
| SIMC    | Nazwa            | Rodzaj    |
| ------- | ---------------- | --------- |
| 1023316 | Dąbrówka-Kolonia | część wsi |
| 1023345 | Kijasków         | część wsi |
| 1023351 | Ogrody-Kolonia   | część wsi |

Wieś szlachecka  położona była w drugiej połowie XVI wieku w powiecie lubelskim województwa lubelskiego. W latach 1975–1998 miejscowość należała administracyjnie do ówczesnego województwa lubelskiego.
Wieś stanowi sołectwo w gminie Wilków. Według Narodowego Spisu Powszechnego z roku 2011 wieś liczyła 197 mieszkańców.
Wierni Kościoła rzymskokatolickiego należą do parafii św. Floriana i św. Urszuli w Wilkowie.

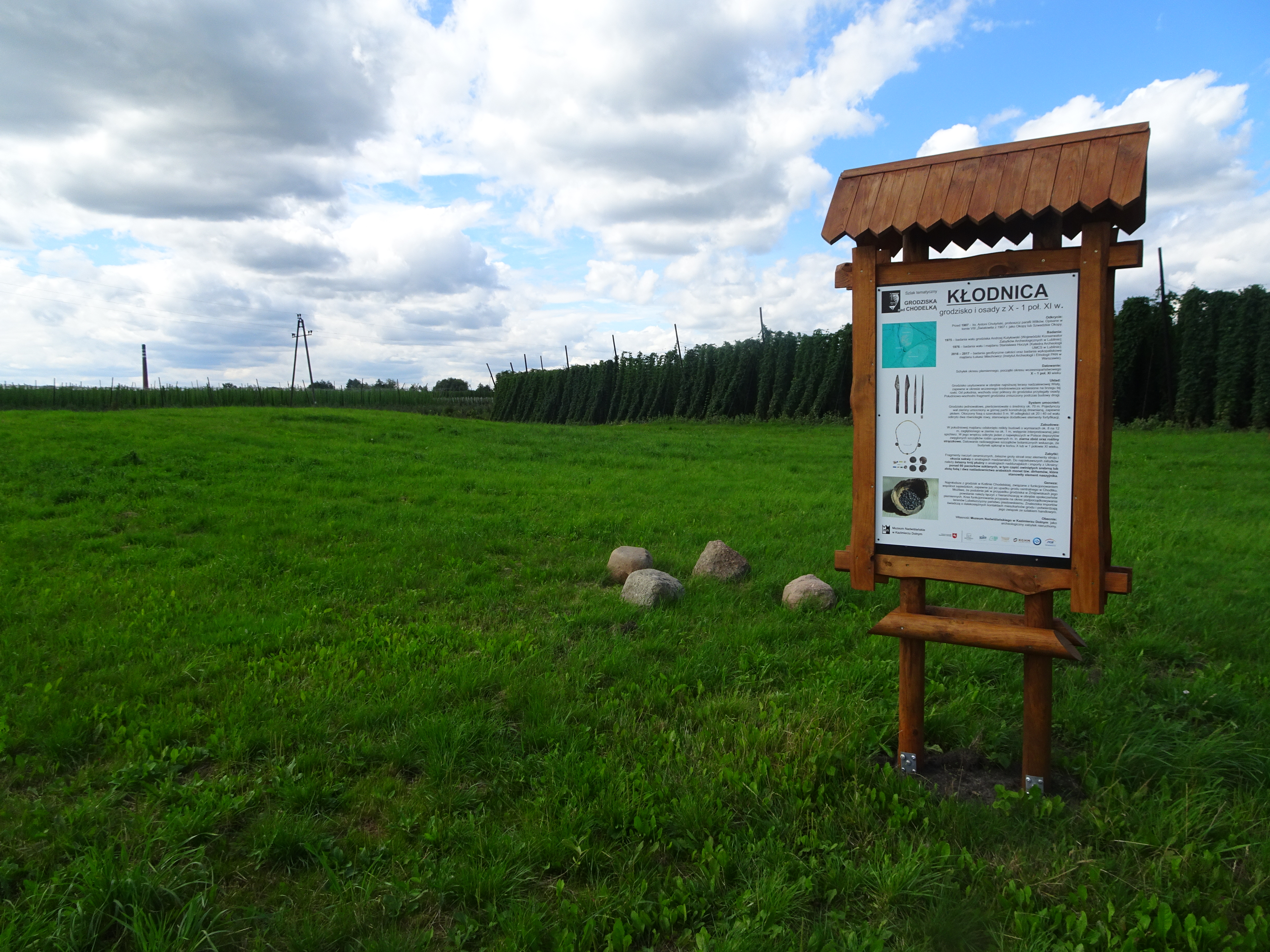
Grodzisko z IX–X wieku

Niedaleko wsi znajduje się grodzisko z IX–X wieku.

## Historia
W II połowie wieku XIX Kłodnica stanowiła osadę włościańską położoną nad rzeką Chodel i jeziorem zwanym Kłodnickim (dziś nie istnieje) w powiecie lubelskim, gminie i parafii Chodel. W XV wieku istniał tu kościół drewniany parafialny pod wezwaniem św. Piotra. Wieś zaś była dziedzictwem Mikołaja Maciejowskiego herbu Ciołek (Długosz L.B. t.II, s.546). Według noty słownika z czasem prawdopodobnie kościół uległ zniszczeniu i nie został odbudowany, ponieważ w pobliskim Chodlu stanęła okazała świątynia.